# Chris Carter (reżyser)
Christopher C. Carter (ur. 13 października 1956 w Bellflower) – amerykański reżyser, scenarzysta, producent.

## Życiorys
Pracę zawodową zaczynał jako dziennikarz sportowy. Specjalizował się w tematyce surfingu.
Jego przygoda z telewizją rozpoczęła się w połowie lat 80., współpracą przy serialu Córeczki milionera (Rags to Riches).
Przełomem był rok 1993, gdy rozpoczął realizację Z archiwum X. Kolejne serie (Millennium, Harsh Realm i Samotni strzelcy), choć już nie tak popularne, również cieszyły się sporym uznaniem.